# Ringsted Station
Ringsted Station er oprindeligt en station på jernbanen Roskilde-Korsør, der blev åbnet 27. april 1856. Den nuværende stationsbygning er fra 1924.
Køge-Ringsted Banen (4. august 1917 – 31. marts 1963) benyttede også stationen.
1. juni 1924 åbnede 1. etape af Sjællandske Midtbane mellem Ringsted og Næstved. Den eksisterer stadig og indgår i Sydbanen til Nykøbing Falster. Midtbanen blev forlænget mod nord til Hvalsø 15. august 1925 og videre til Frederikssund 17. november 1928, men disse strækninger blev nedlagt allerede 15. maj 1936.
31. maj 2019 indviedes en en ny højhastighedsbane, som Banedanmark havde anlagt mellem Ringsted og København via den nye Køge Nord Station.

## Galleri
- Stationsbygningen fra gadesiden.
- Ventesalen i stationsbygningen.
- Stationen set fra vest.

- Perronen for spor 2 og 3.
- Overdækkede cykelstativer.
- Busterminalen.

- Ringsted Station, 1925.

## Antal rejsende
Ifølge Østtællingen 2008 var udviklingen i antallet af dagligt afrejsende:
| År   | Antal |
| ---- | ----- |
| 2003 | 2.971 |
| 2004 | 3.154 |
| 2005 | 2.839 |
| 2006 | 2.776 |
| 2007 | 3.182 |
| 2008 | 3.121 |